# Sagae
Sagae (寒河江市, Sagae-shi) est une ville de la préfecture de Yamagata, dans le nord de l'île de Honshū, au Japon.

## Géographie

### Situation
Sagae est située dans le centre de la préfecture de Yamagata.

### Démographie
Lors du recensement national de 2010, la population de Sagae s'élevait à 42 683 habitants répartis sur une superficie de 139,08 km2 (densité de population de 307 hab./km2).

## Histoire
Le village moderne de Sagae a été fondé le 1er avril 1889. Sagae devient un bourg le 7 janvier 1893 puis une ville le 1er août 1954.

## Transports
Sagae est desservie par la ligne Aterazawa de la JR East.

## Jumelage
Sagae est jumelée avec :
- Giresun (Turquie)
- Andong (Corée du Sud)

## Personnalités liées à la ville
- Gihachiro Okuyama (1907-1981), artiste
- Hiroh Kikai (1945-2020), photographe